# نیشا آگاروال
نیشا آگاروال (به انگلیسی: Nisha Agarwal) بازیگر هندی است.